# Амос Кейнан
Амос Кейнан ( івр. עמוס קינן; 2 травня 1927, Тель-Авів — 4 серпня 2009, Тель-Авів) — ізраїльський художник та письменник.
Його вважали однією з ключових фігур нової світської культури Ізраїлю. Також він був відомий як критик державної політики країни і організованої релігії. У 1950-х він заявив про себе як про прихильника створення федеральної ізраїльсько-палестинської держави, а в 1970-х заснував Ізраїльсько-Палестинську раду.
Кейнан був художником, скульптором, кінорежисером, драматургом, публіцистом. Його щотижнева колонка публікувалася в Yediot Aharonot впродовж 40 років. Після Шестиденної війни ізраїльське міністерство закордонних справ направило його розмовляти із західними інтелектуалами — Сартром, Чомскі, Маркузе — про ізраїльсько-палестинський конфлікт. Кейнан написав декілька популярних в Ізраїлі книг, одна з яких — «Дорога в Ейн-Харод» (הדרך לעין חרוד) — була в 1990 році екранізована.